# Sonny Boy (kniha)
Sonny Boy je román nizozemské spisovatelky Annejet van der Zijlové, jež s pomocí archivních dokumentů, soukromé korespondence, fotografií a vzpomínek pamětníků vykreslila autentický obraz nekonvenční ženy, která bojuje o své právo na svobodu a nasazuje svůj život v boji za svobodu ostatních. 

## Popis
Jako motto své knihy zvolila Van der Zijlová slova Sebastiana Haffnera z Příběhu jednoho Němce: Kdo chce pochopit historické události, musí číst biografie, nikoliv ovšem biografie státníků, nýbrž ty velmi vzácné životopisy neznámých lidí.
Van der Zijlová na osudu konkrétních lidí nabízí pohled na to, jak se v Nizozemsku vnímalo blížící se nacistické nebezpečí a podává tak svědectví o názorech a způsobu myšlení v Nizozemsku ve 20.-40. letech dvacátého století. Vedle toho se ve své rekonstrukci dotýká i dalšího bolestivého tématu nizozemské historie: obchodu s otroky a vztahu Nizozemska ke koloniím.

## Obsah
Rika utekla od manžela a bojuje o své 4 děti. Peníze získává pronajímáním pokojů, pracuje jako bytná. Seznámí se s mladým černým studentem Waldemarem, který přijel do Haagu z nizozemské kolonie Surinamu. Když se ukáže, že je s ním Rika těhotná, odvrátí se od ní celá rodina a takřka všichni přátelé. Přesto se jí povede dostat se ze dna a třebaže je krize, vybuduje prosperující penzion u moře. Krůček za krůčkem se obnovují vztahy s rodinou a nakonec i některými dětmi. Pak přijde obsazení Německem. S penzionem je konec, na pobřeží by se mohli vylodit spojenci. Rika s Waldemarem se musí několikrát stěhovat. Brzy ale nachází nové naplnění, opět mají „hosty,“ teď to jsou ale Židé, kteří nenastoupili do nucených transportů. Všichni mají za to, že válka brzy skončí. Píše se srpen 1942.